# Strade statali in Croazia
La Državna cesta (tradotto in italiano strada statale) è una strada pubblica che collega l'intero territorio statale della Repubblica di Croazia e lo collega alla principale rete stradale europea. Nel 1974 c'erano 2.660 km di strade statali e nel 2018 sono saliti a 7.175 km.
Sono contrassegnati da numeri a una, due e tre cifre, stampati su piccoli cartelli lungo le strade e sulle mappe stradali. Le strade sono spesso contrassegnate dalla lettera D e dal numero stesso.